# Нодулярія
Нодулярія — рід нитчастих азотофіксуючих ціанобактерій, або синьо-зелених водоростей. Вони зустрічаються як правило в солоних і слабосолоних водах, таких як гіперсолона Макгадікгадійська западині, в лимані Пел-Харві в Західній Австралії або в Балтійському морі. Іноді нодулярії утворюють дуже масові цвітіння води. Деякі штами цієї бактерії виробляють небезпечний для людини ціанотоксин, що називається Нодулярин R.
Типовий вид — Nodularia spumigena Mertens ex Bornet & Flahault, 1886.

## Морфологія
Нодулярія може утворювати поодинокі волокна або групи волокон. Вони відтворюються шляхом утворення гормогонії, розриву волокна, і через акінети.